# سنت-الن-دو-چستر، کبک
سنت-الن-دو-چستر (به فرانسوی: Sainte-Hélène-de-Chester) شهری در منطقه شهری آرتاباسکا ناحیه سانتر-دو-کبک در استان کبک کانادا است. در سرشماری سال ۲۰۱۱ این شهر ۴۰۷ نفر جمعیت داشته‌است و مساحت آن ۸۲٫۸۷ کیلومتر مربع است.